# James Innes-Ker, 7. Duke of Roxburghe

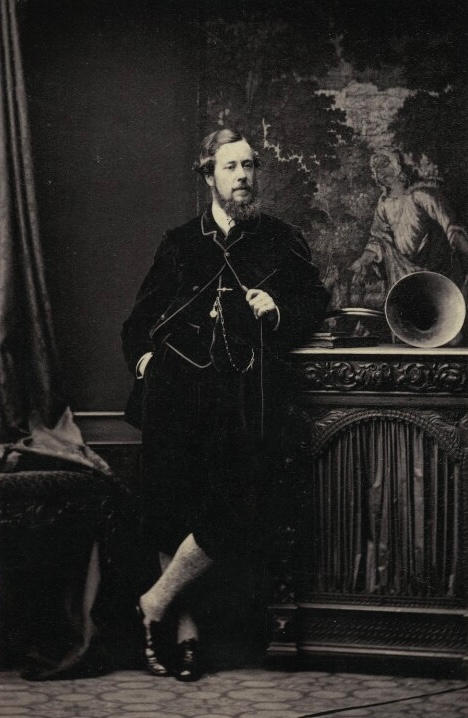
James Innes-Ker, Marquess of Bowmont, um 1862

James Henry Robert Innes-Ker, 7. Duke of Roxburghe (* 5. September 1839 auf Floors Castle, Kelso, Schottland; † 23. Oktober 1892 ebenda) war ein britischer Peer und Politiker.

## Leben und Karriere
Er war der ältere Sohn des James Innes-Ker, 6. Duke of Roxburghe, aus dessen Ehe mit Susanna Stephenia Dalbiac. Als Heir apparent seines Vaters führte er zu dessen Lebzeiten den Höflichkeitstitel Marquess of Bowmont.
Er besuchte das Eton College und studierte am Christ Church College der Universität Oxford. Er wurde als Mitglied der Royal Company of Archers zugelassen. Von 1870 bis 1874 war er als Abgeordneter der Liberal Party für Roxburghshire Mitglied des House of Commons.
Beim Tod seines Vaters erbte er 1879 dessen schottische Adelstitel als 7. Duke of Roxburghe, 7. Marquess of Bowmont and Cessfurd, 11. Earl of Roxburghe, 7. Earl of Kelso, 7. Viscount of Broxmouth, 11. Lord Roxburghe, 11. Lord Ker of Cessford and Cavertoun und 8. Baronet, of Innes, sowie dessen britischen Adelstitel als 2. Earl Innes. Mit Letzterem war unmittelbar ein Sitz im House of Lords verbunden.
Zeitweise hatte er das Amt des Deputy Lieutenant von Berwickshire inne und von 1884 bis 1892 war er Lord Lieutenant von Roxburghshire.

## Ehe und Nachkommen
Am 11. Juni 1874 heiratete er Lady Anne Emily Spencer-Churchill (1854–1923), eine Tochter des John Spencer-Churchill, 7. Duke of Marlborough. Mit ihr hatte er drei Söhne und vier Töchter:
- Lady Margaret Frances Susan Innes-Ker (1875–1930) ⚭ 1898 James Alexander Orr Ewing (1857–1900);
- Henry Innes-Ker, 8. Duke of Roxburghe (1876–1932) ⚭ 1903 Mary Goelet († 1937);
- Lady Victoria Alexandrina Innes-Ker (1877–1970) ⚭ 1901 Charles Hyde Villiers (1862–1947);
- Lady Isabel Innes-Ker (1879–1905) ⚭ 1904 Hon. Guy Greville Wilson (1877–1943), Sohn des Charles Wilson, 1. Baron Nunburnholme;
- Lord Alastair Robert Innes-Ker (1880–1936) ⚭ 1907 Anne Breese († 1959);
- Lady Evelyn Anne Innes-Ker (1882–1958) ⚭ 1907 William Fellowes Collins (1865–1948);
- Lord Robert Edward Innes-Ker (1885–1958), ⚭ (1) 1920–1935 Charlotte Josephine Cooney, alias Jose Collins (1887–1958), Schauspielerin, ⚭ (2) 1939 Eleanor Marie Woodhead (1887–1958).

Als er 1892 starb, erbte sein ältester Sohn Henry seine Adelstitel.